# Niki De Cock
Pour les articles homonymes, voir De Cock.
Niki De Cock, née le 30 décembre 1985 à Lierre (Belgique), est une joueuse de football et entraîneur de nationalité belge. 

## Biographie
Elle a débuté au KFC Klim op Beginendijk. Elle a été transférée au KFC Rapide Wezemaal où elle a remporté deux titres de Championne de Belgique et trois Coupe de Belgique. Elle a aussi joué au RSC Anderlecht. En 2008, elle est transférée à Willem II (Pays-Bas).

La saison 2010-2011 voit le retour de Niki De Cock en Belgique, elle joue au Lierse SK.

En 2015, elle devient coach de OHL.

## Palmarès
- Championne de Belgique (2) : 2004 - 2005
- Vainqueur de la Coupe de Belgique (3) : 2001 - 2003 - 2004
- Finaliste Coupe de Belgique (2) : 2011 - 2012
- Doublé Championnat-Coupe (1): 2004

### Bilan
- 5 titres